# Pachybrachis carolinensis
Pachybrachis carolinensis är en skalbaggsart som beskrevs av Bowditch 1910. Pachybrachis carolinensis ingår i släktet Pachybrachis och familjen bladbaggar. Inga underarter finns listade i Catalogue of Life.